# Michael Stolze
Michael Stolze (* 18. Juli 1944 in Aligse) ist ein deutscher Politiker (SPD). Er war von 1994 bis 2003 Abgeordneter im Landtag von Niedersachsen.

## Leben
Stolze besuchte in Viersen die Volksschule und absolvierte danach eine landwirtschaftliche Ausbildung. Er ging auf die Fachschule in Burgdorf und arbeitete ab 1973 als selbständiger Landwirt. Sein Betrieb ist seit 1993 ein anerkannter biologischer Betrieb.
Stolze trat 1978 der SPD bei und war von 1988 bis 1990 Vorsitzender des Ortsvereins in Uetze. Er war Ortsbürgermeister in Schwüblingsen und Ratsherr der Gemeinde Uetze. Von 1996 bis 2001 war er Bürgermeister dieser Gemeinde. Stolze wurde 1994 durch ein Direktmandat im Wahlkreis 42 Burgdorf in den Landtag von Niedersachsen gewählt, dem er für zwei Wahlperioden bis 2003 angehörte.